# Ascanio Colonna (kardinal)
Ascanio Colonna, född 3 april 1560 i Marino, död 17 maj 1608 i Rom, var en italiensk kardinal och ärkebiskop. Han tjänade som ärkepräst av San Giovanni in Laterano från 1595 till 1608.

## Biografi
Ascanio Colonna var son till Marcantonio Colonna (1535–1584) och Felicia Orsini (död 1596). Han studerade vid Alcalás universitet och senare vid Salamancas universitet, där han blev iuris utriusque doktor.
I november 1586 upphöjde påve Sixtus V Colonna till kardinaldiakon; året därpå erhöll han Santi Vito, Modesto e Crescenzia som titeldiakonia. Han kom att delta i fyra konklaver: september 1590, oktober–december 1590, 1591 samt 1592. I november 1599 blev han kardinalpräst och erhöll påföljande månad Santa Pudenziana som titelkyrka.
I juni 1606 blev Colonna kardinalbiskop av Palestrina och biskopsvigdes av påve Paulus V i Santa Maria degli Angeli samma månad. Påven assisterades vid detta tillfälle av kardinalerna Ottavio Bandini och Carlo Conti.
Kardinal Colonna avled i Rom år 1608 och är begravd i Cappella Colonna i basilikan San Giovanni in Laterano. Kardinal Colonna var nära vän till Giuseppe Calasanzio.
Kardinal Colonnas omfattande boksamling införskaffades år 1611 av hertigen Giovanni Angelo Altemps; den finns numera i Vatikanen.

## Bilder

Kardinal Ascanio Colonnas titeldiakonior
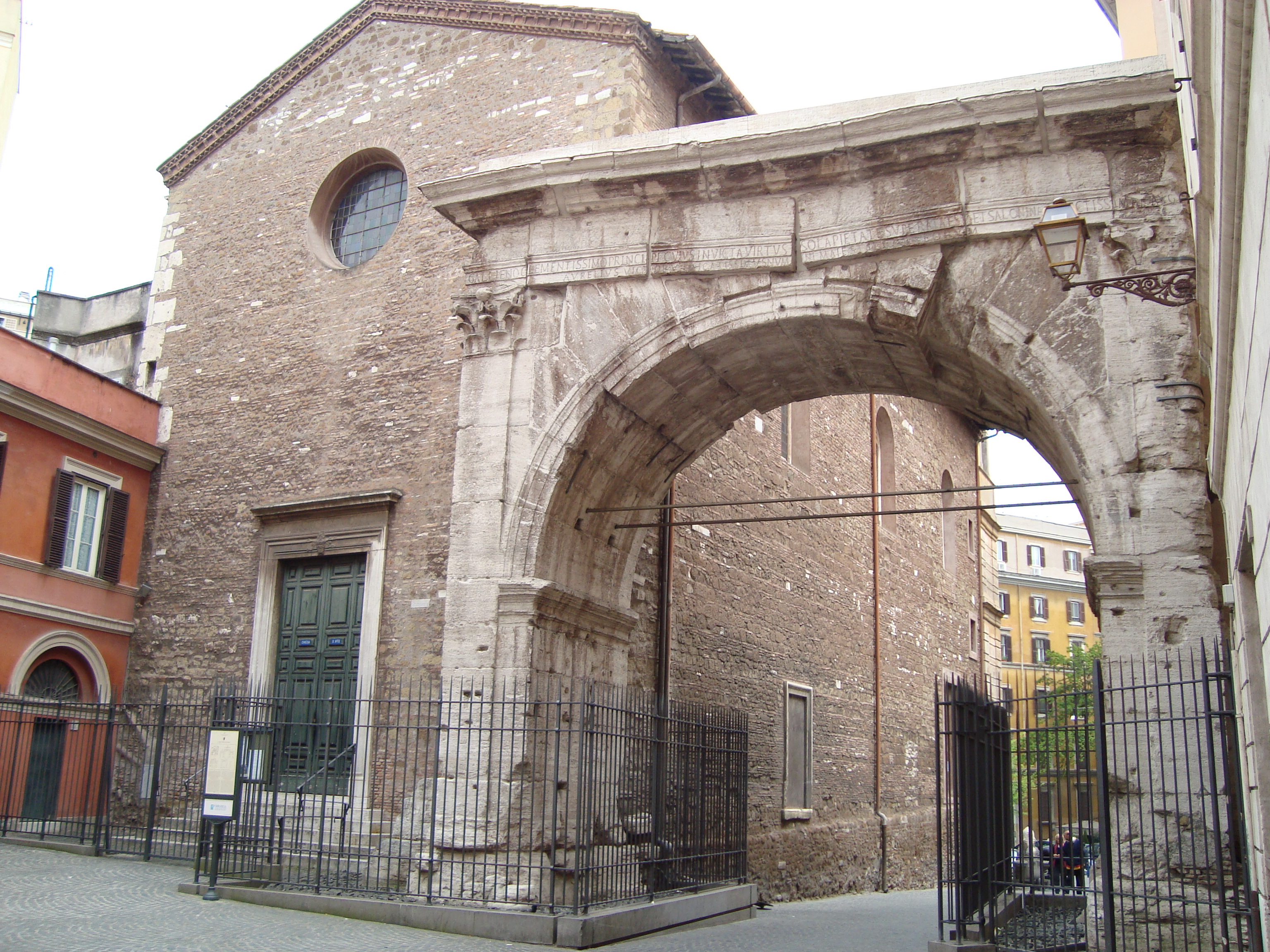
Santi Vito, Modesto e Crescenzia.
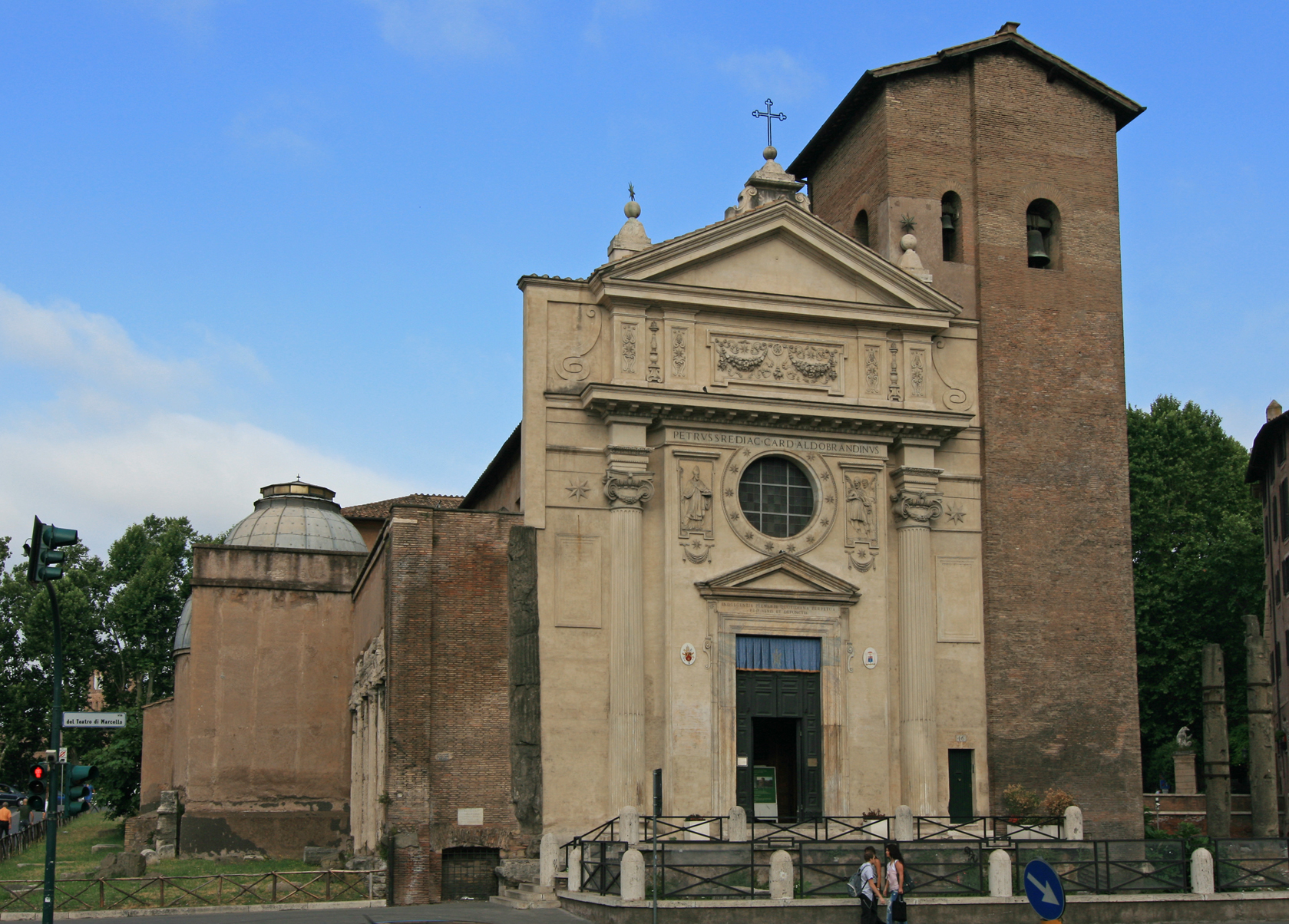
San Nicola in Carcere.
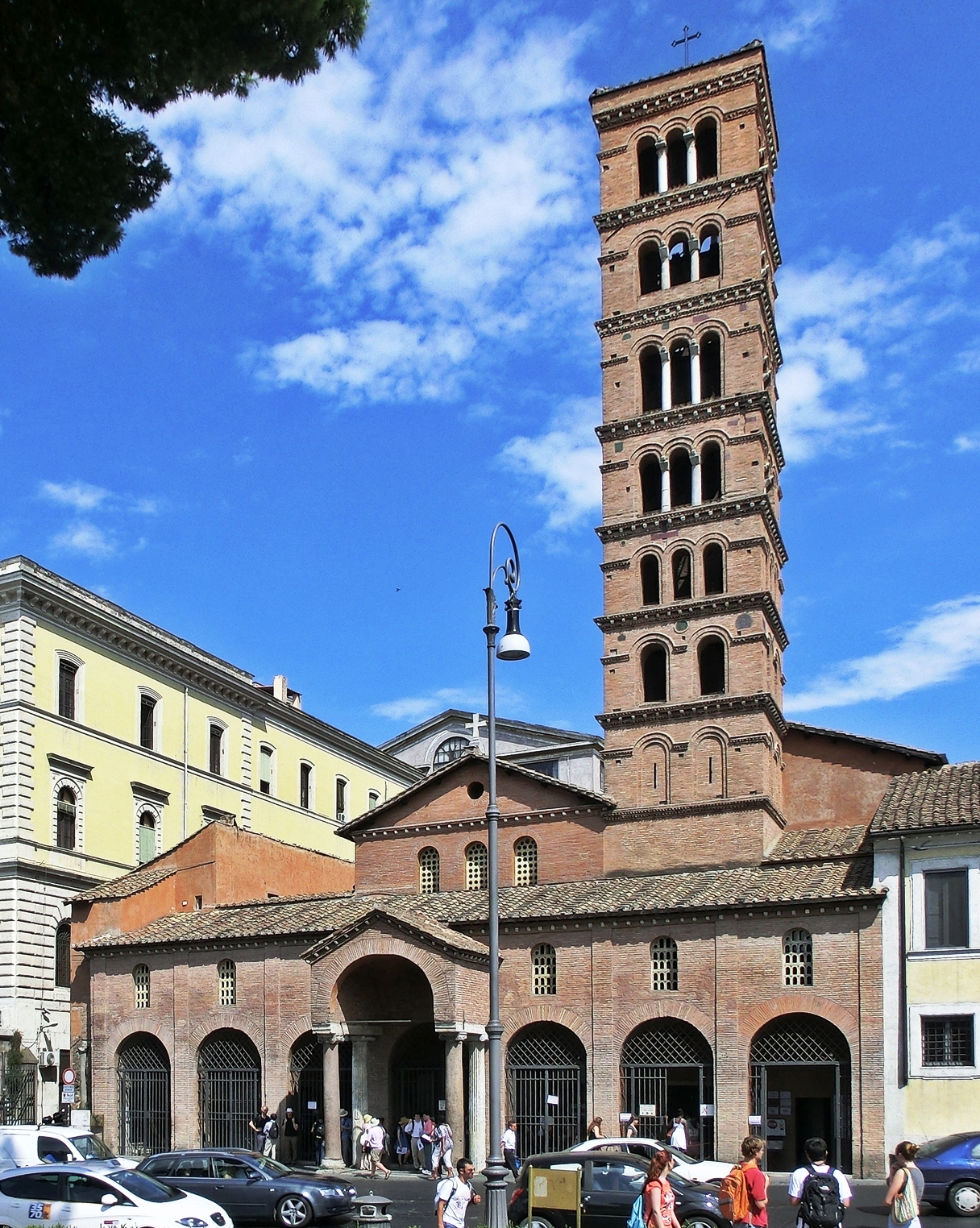
Santa Maria in Cosmedin.

Kardinal Ascanio Colonnas titelkyrkor
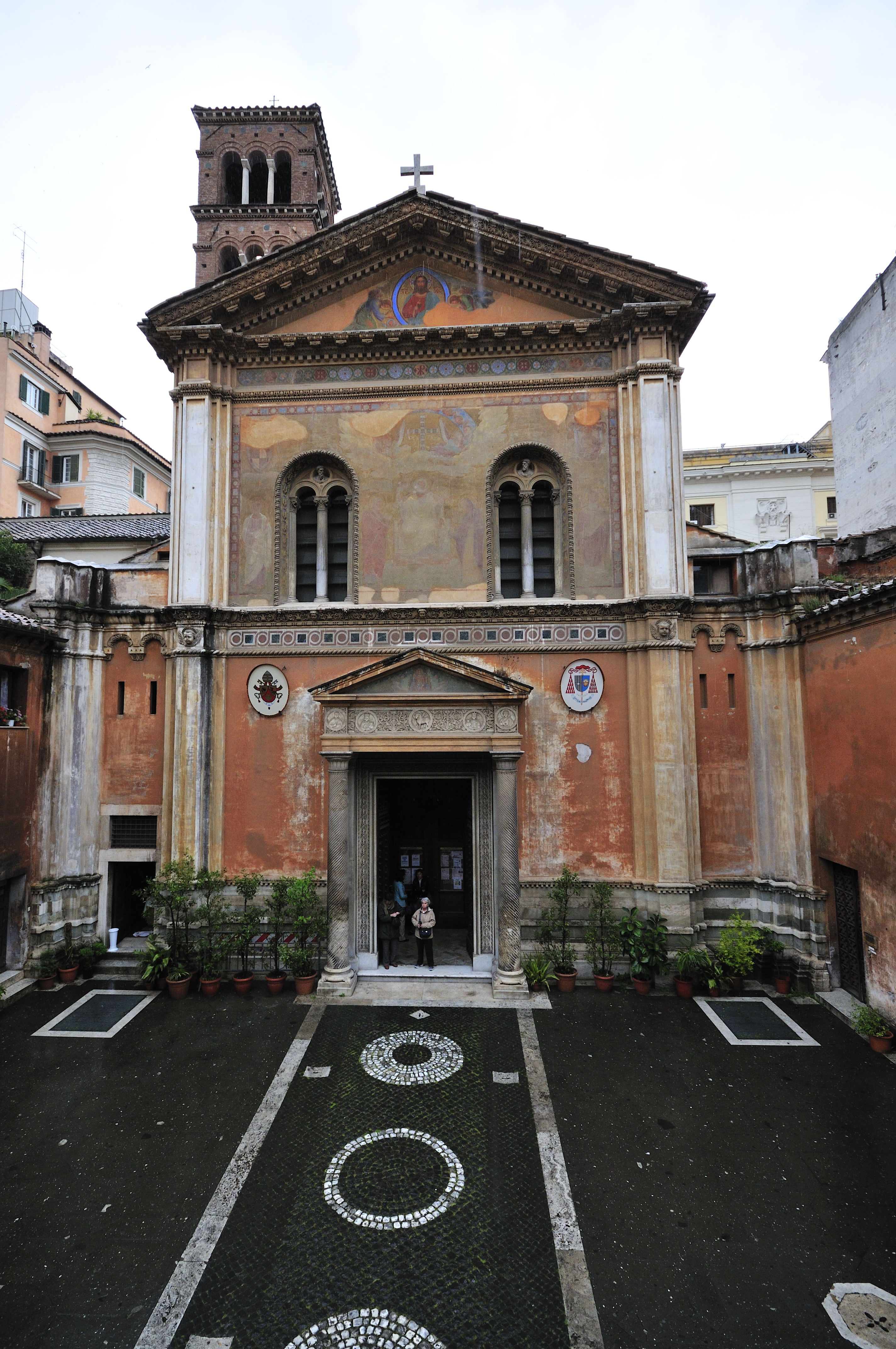
Santa Pudenziana.
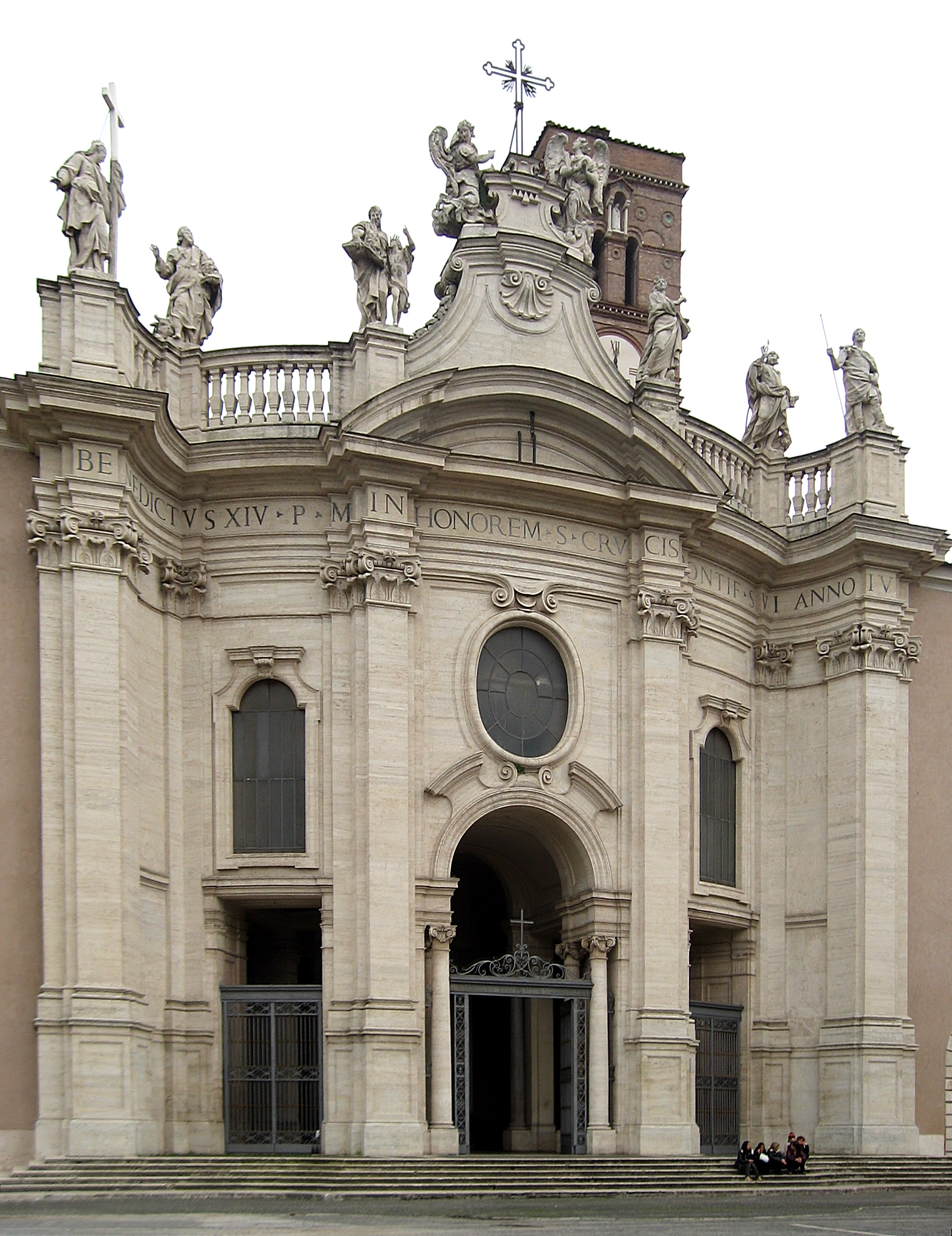
Santa Croce in Gerusalemme.